# Megalanceola stephenseni
Megalanceola stephenseni is een vlokreeftensoort uit de familie van de Megalanceolidae. De wetenschappelijke naam van de soort is voor het eerst geldig gepubliceerd in 1920 door Chevreux.